# Diszkográfia

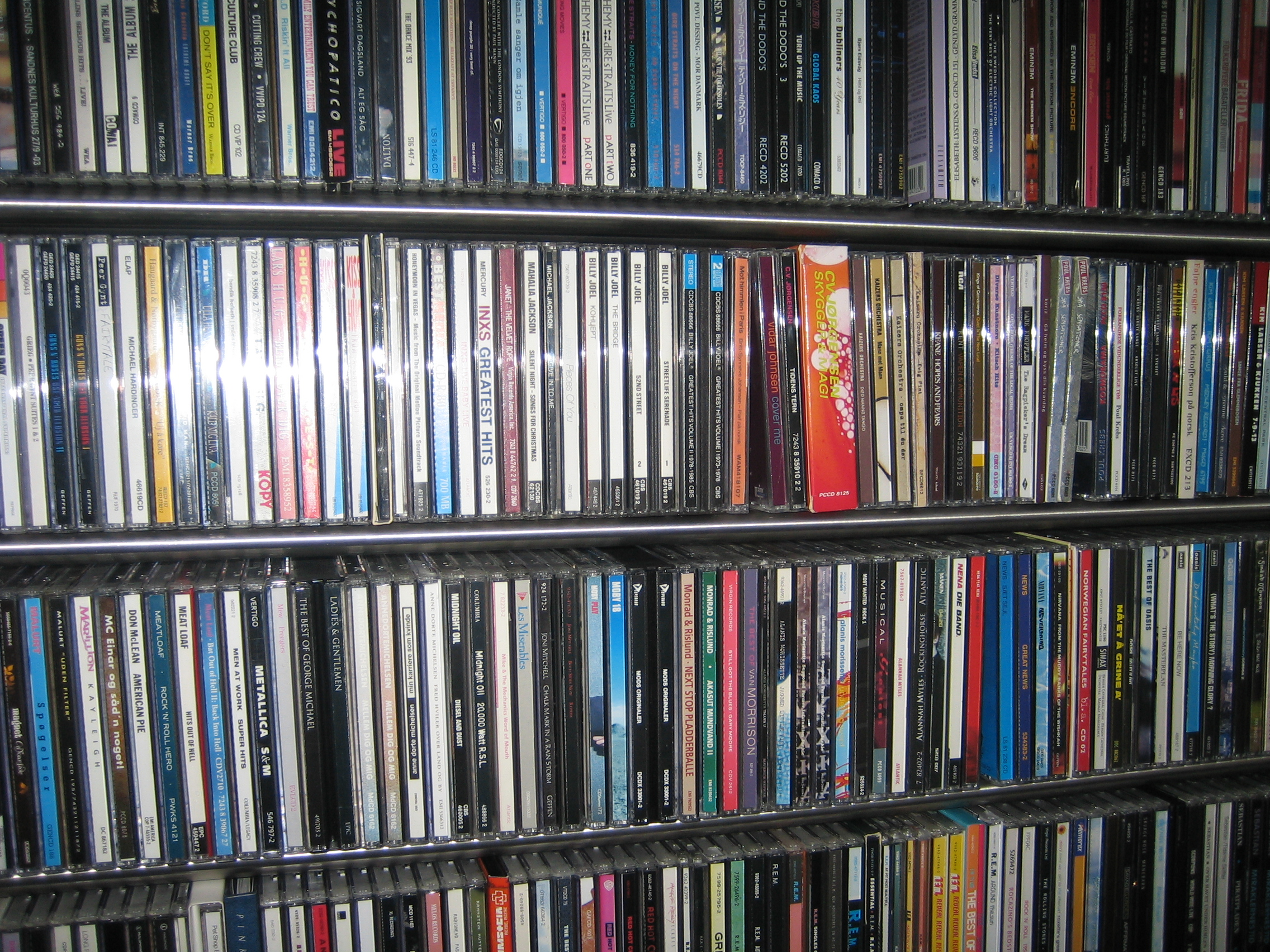
Audio CD-gyűjtemény

A diszkográfia egy szerző, kiadó, előadó vagy együttes zenei felvételeinek listája.
A diszkográfia, mint kifejezés két tagból áll össze:
- a diszk az angol disc szóból származik és lemezt, hangfelvételt jelent
- a gráfia utótag valaminek a leírására utal

A diszkográfia jelenthet még más szempontok alapján – például zenei stílus szerint – csoportosított listát is. A diszkográfia kifejezés használata az 1930-as években terjedt el, mikor a dzsessz rajongók listákat állítottak össze saját gyűjteményeikről.
Egy pontos diszkográfia az alábbi adatokat tartalmazza:
- A zenedarab
- Szerző
- Előadó
- A hanghordozó
- Kiadó
- Kiadvány címe
- A felvétel és/vagy kiadás éve
- Játékidő

Ehhez jöhetnek még járulékos adatok például a lemez listahelyezéseiről, műfajról, vagy bármi egyébről, ami a lista szempontjából fontos információ lehet.